# Thomas Hicks (athlétisme)
Pour les articles homonymes, voir Thomas Hicks.
Thomas Hicks, né le 11 janvier 1876 à Birmingham au Royaume-Uni et mort le 28 janvier 1952 à Winnipeg au Canada, est un athlète américain, vainqueur du marathon aux Jeux olympiques de 1904.

## Biographie

### Premières compétitions
Thomas Hicks, né le 11 janvier 1876 à Birmingham en Angleterre, émigre aux États-Unis. Il est ouvrier à Cambridge, dans le Massachusetts.
Il court régulièrement les marathons de la proche ville de Boston, terminant à la 6e place aux éditions de 1900 et 1901, mais abandonnant en 1902. Cette année-là, son activité professionnelle l'amène à déménager à Minneapolis : il y devient capitaine de l'équipe de cross-country du YMCA, qui remporte le championnat d'État. Il revient au printemps 1904 disputer le marathon de Boston et termine à la 2e place, signant le temps qui restera son record personnel, 2 h 39 min 34 s.

### Le marathon de Saint-Louis

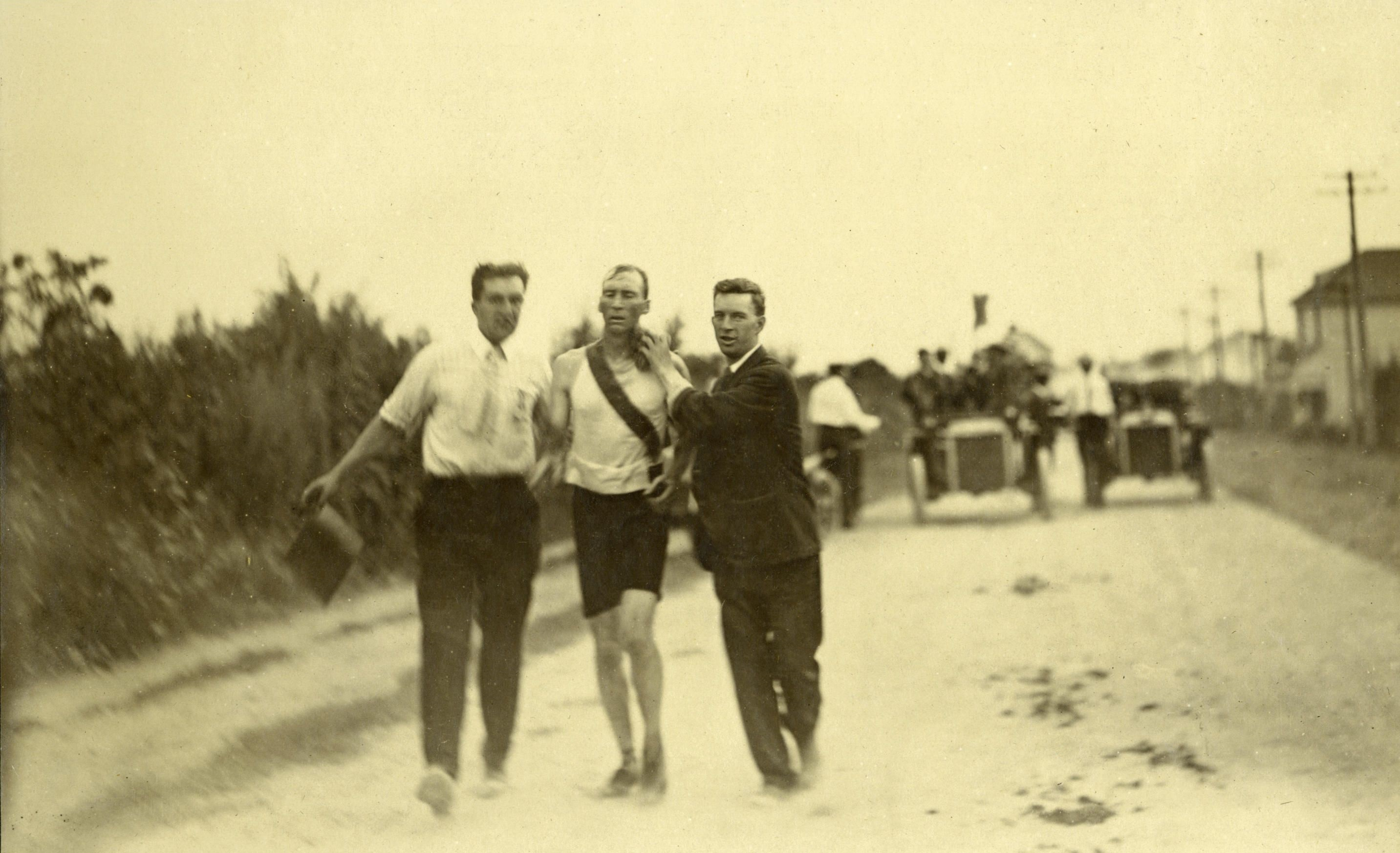
Hicks, soutenu par des assistants aux J.O. de 1904.

Quelques mois plus tard, il remporte le marathon des Jeux olympiques de 1904, qui s'élance du site de l'Exposition universelle à Saint-Louis aux États-Unis. Les conditions sont mauvaises : la course se dispute sur un parcours terreux, dans les nuages de poussière que soulèvent les véhicules accompagnateurs. Fred Lorz franchit la ligne d'arrivée en tête, mais il est disqualifié quand les officiels apprennent qu'il est monté dans une voiture vers le 15e kilomètre pour ne revenir dans la course qu'à 8 kilomètres de la fin (il prétextera une plaisanterie) ; la médaille d'or échoit alors à Thomas Hicks, qui a terminé le parcours en 3 h 28 min 53 s.
Pendant sa course, épuisé, Hicks reçoit de ses assistants à deux reprises une injection de 1 mg de sulfate de strychnine, et est désaltéré au cognac. Il s'effondre à peine après avoir franchi la ligne d'arrivée. La strychnine est depuis interdite pour les athlètes.

### Suite de carrière
Il continue à pratiquer le marathon pendant quelques années, avec des succès divers : abandon à Boston en avril 1905, course terminée en marchant en avril 1906, victoire à Chicago en juin 1906 en 3 h 02, 13e à Boston et 6e à Chicago en 1907, 16e dans cette même ville l'année suivante. En 1909, il est contraint d'abandonner alors qu'il est en tête à Chicago, après une douzaine de kilomètres sous des conditions météorologiques dantesques.
Thomas Hicks part ensuite travailler sur des concessions minières à Ingolf (en) en Ontario. Il vit ensuite à Winnipeg au Manitoba, où ses deux frères sont installés. Naturalisé canadien, il meurt dans cette ville en 1952 à l'âge de soixante-seize ans et y est inhumé.